# Tobias Kahler
Tobias Kahler (* 31. Oktober 1974 in Herdecke) ist ein deutscher Aktivist, Berater und Politikwissenschaftler. Seit November 2018 leitet er die Deutschlandarbeit der  Bill & Melinda Gates Stiftung. Bis 2016 war er Leiter der entwicklungspolitischen Lobby- und Kampagnenorganisation ONE in Deutschland, anschließend in Australien.

## Biographie
Tobias Kahler studierte Politik, Internationale Beziehungen und Wirtschaftswissenschaften an der University of North Carolina at Chapel Hill, an der Freien Universität Berlin und der London School of Economics. Er war unter anderem 1999 beim Peace Research Institute Frankfurt, von 1999 bis 2001 beim Amerikanisch-Jüdischen Komitee und 2002 bei der Politikagentur Berlin in den Bereichen Kampagnen- und Eventmanagement und Public Affairs tätig. 2002 wurde er Gründungschefredakteur des Fachmagazins politik&kommunikation. 2004 wurde er Geschäftsführer des Politikverlag Helios (später Helios Media, heute Quadriga Media), verbunden mit der Herausgeberschaft von politik&kommunikation.
Kahler gründete 2007 das Deutschlandbüro der Organisation Debt, AIDS, Trade in Africa (DATA), die 2009 in ONE aufging, und war bis 15. Juli 2016 Leiter von ONE in Deutschland. Hauptziel seiner Arbeit war sicherzustellen, dass Deutschland das Versprechen, 0,7 Prozent des Bruttonationaleinkommens für Entwicklungszusammenarbeit aufzuwenden, einhält, indem die UN-Nachhaltigkeitsziele und die Hilfe für am wenigsten entwickelten Länder gefördert werden.
Seit November 2018 leitet Kahler die Deutschlandarbeit der Bill & Melinda Gates Foundation und verantwortet in dieser Rolle die politischen Beziehungen zum Bundesministerium für wirtschaftliche Zusammenarbeit und Entwicklung und anderen Ministerien, zum Kanzleramt und zum Bundestag, sowie die Zusammenarbeit mit den Partnern der Stiftung in Deutschland.
Kahler gewann mit der ONE-Kampagne „Ich schaue hin!“ zur Bundestagswahl den Politikaward 2013 in der Kategorie gesellschaftliche Institutionen.